# José María García Arecha
José María García Arecha (Buenos Aires, 8 de mayo de 1943) es un político argentino, que se desempeñó como senador nacional por la Capital Federal entre diciembre de 1997 y diciembre de 2001, siendo electo por la Legislatura de la Ciudad de Buenos Aires en reemplazo de Fernando de la Rúa.

## Biografía
Militó desde joven en la Unión Cívica Radical, aunque no fue hasta la década de 1970 cuando comenzó a ocupar cargos partidarios y políticos recién con el regreso de la democracia en 1983. Estudió Derecho en la Universidad del Museo Social Argentino, aunque no concluyó la carrera. Luego de trabajar en el ámbito privado como martillero público, fue elegido por primera vez Concejal de la Capital Federal en 1983. Ocupó aquel cargo hasta 1987, cuando es designado presidente de Subterráneos de Buenos Aires. 
En 1991 vuelve a postularse como Concejal, en esta ocasión encabezando la lista radical, que obtiene la mayoría de los votos. En el entonces Concejo Deliberante preside el bloque de la UCR, aunque solo hasta 1993. En 1995, cuando es designado presidente de la Unión Cívica Radical de la Ciudad de Buenos Aires, renuncia a su banca. En 1997 fue elegido Senador Nacional por la Capital Federal primeramente en una interna de su partido y posteriormente ratificado por el nuevo órgano que nació después de la reforma constitucional de 1994 en la Ciudad de Buenos Aires, la Legislatura de la Ciudad, en reemplazo de Fernando de la Rúa, quien había renunciado para desempeñarse como Jefe de Gobierno de la Ciudad (otro cargo nacido con la reforma). Como De la Rúa había sido elegido por el Concejo Deliberante porteño y no por voto popular, como establecía la constitución previa a la reforma, para evitar que la banca quede vacía, el nuevo órgano legislativo lo nombró haciendo sus veces cuando recién se formaba.
Es viudo de Magdalena Ocampo, con quien tuvo tres hijos. Publicó un libro, Política y Hechos, y es columnista de medios como 
Ámbito Financiero, Diario Democracia, La Nación y La Nueva Provincia entre otros.